# Ngawang Sangdrol
Ngawang Sangdrol (tibétain : ངག་དབང་སངས་སྒྲོལ།, Wylie : ngag dbang sangs sgrol), née à Lhassa en 1977 est une nonne bouddhiste tibétaine et une militante pour la liberté du Tibet. Arrêtée à l’âge de 11 ans et condamnée à 24 ans de prison, elle est à présent libérée.

## Biographie
Pour avoir crié « Vive le Tibet libre ! » lors d'une manifestation à Lhassa, elle fut arrêtée et emprisonnée par la République populaire de Chine comme prisonnière politique, puis torturée.
En octobre 1993, dans la prison de Drapchi à Lhassa, quatorze  nonnes, dont Ngawang Sangdrol, enregistrent clandestinement des chants de liberté. L’enregistrement est distribué dans tout le Tibet. « Ces chants sont un témoignage des souffrances et de l’agonie des prisonniers politiques tibétains ». Pour ces chants, elles sont accusées de propagande contre-révolutionnaire et leurs peines sont rallongées de 5 à 9 ans,.
Un livre de Philippe Broussard et  Danielle Laeng, intitulé La prisonnière de Lhassa, est publié en 2001 avant sa libération.
Grâce aux pressions internationales, émanant de chefs d'État dont le président américain George W. Bush et le président français Jacques Chirac, d'associations de défense des droits de l'homme, en particulier par la Fondation Dui Hua dirigée par John Kamm, elle fut libérée pour « raison médicale » en octobre 2002 après 11 ans d'incarcération dans la prison de Drapchi alors qu'elle était condamnée à 23 ans.
En juillet 2003, elle se rend en France et passe 3 jours à Paris, où elle est reçue par le Groupe d'études sur la question du Tibet à l'Assemblée nationale et le Groupe d'information internationale sur le Tibet du Sénat. Elle est aussi reçue par Jacques Chirac, alors Président de la République française. Accompagnée de l'envoyé adjoint au Bureau du Tibet de Bruxelles Migyur Dorjee, elle est reçue à la Commission européenne par Chris Patten, alors Commissaire européen aux relations extérieures.
Le film documentaire de Marie Louville Prisonnière à Lhassa, consacré à  Ngawang Sangdrol, sa vie et sa libération, relatant l'intervention déterminante de John Kamm, a été diffusé en 2006 sur France 2.
En 2013, Ngawang Sangdrol, inquiète de la restructuration des abords du barkhor à Lhassa, engage une pétition demandant la protection du site.

## Hommage
Dans l'album Touché, paru en 1997, l'auteur compositeur interprète Yves Duteil lui rend un hommage, à travers la chanson "La tibétaine".